# サバ島

サバ
Saba

モットー : Remis Velisque （ラテン語）
With oars and sails （英語）
（櫂と帆〔力の限りの意〕）国歌 :"Saba you rise from the ocean"

サバ島（サバとう、Saba [ˈsaːbaː] ( 音声ファイル)）は、カリブ海のリーワード諸島（小アンティル諸島北部）にある、オランダ領の島である。断崖絶壁に囲まれた小さく急峻な火山島で、島の中央にそびえるシーナリー山（887 m）はオランダ領土の最高峰である。
行政上はオランダ本国に属する特別自治体（bijzondere gemeente）であり、BES諸島（カリブ・オランダ）と総称される地域のひとつである。

## 名称
サバ島はオランダ語読みに基く表記で、英語読みに近づけた表記はセイバ島（英語発音: [ˈseɪbə]）となる。島の名 saba は、アラワク語で「岩」を意味する siba が語源だと考えられている。

## 地理

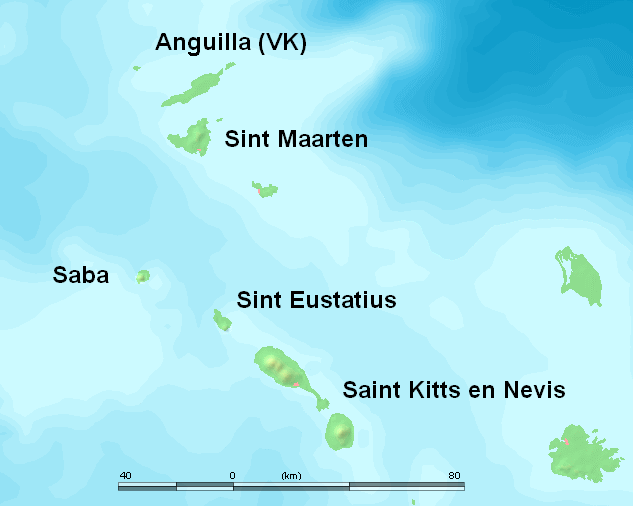
サバ島近隣の島々

### 位置
サバ島は、カリブ海に所在するオランダ領の6つの島々（旧オランダ領アンティル）のうち、小アンティル諸島北部のリーワード諸島に属するいわゆるSSS諸島の一つである。
シント・マールテン島の南西、シント・ユースタティウス島の北西に位置する。

### 地勢
サバ島の陸地面積は13 km2で、これはオランダ領アンティルを構成していた島（自治体）の中では最も小さい。シーナリー山 (887 m)を中心に形成された急峻な火山島であり、島の外周はほとんどが断崖絶壁となっている。シーナリー山は、オランダ本国の最高峰であり、オランダ本国および3つの自治領で構成されるオランダ王国の最高峰である。

### 主要な集落
人口は約1400人。主要な集落であるザ・ボトム（The Bottom）は、島の南西寄り内陸部、標高260mあまりの火山原に位置し、島の人口の約3分の1が生活する。ザ・ボトムのほかに、ウィンドワードサイド (Windwardside) 、ヘルズゲート (Hell's Gate) 、セントジョーンズ (St. Johns) などの集落がある。
- 北から見たサバ島。雲がかかっているのがシーナリー山。
- 島の首邑ザ・ボトム。右下の大きな建物はサバ医科大学。
- ウィンドワードサイド集落
- 空港から見上げるヘルズゲート集落

## 歴史

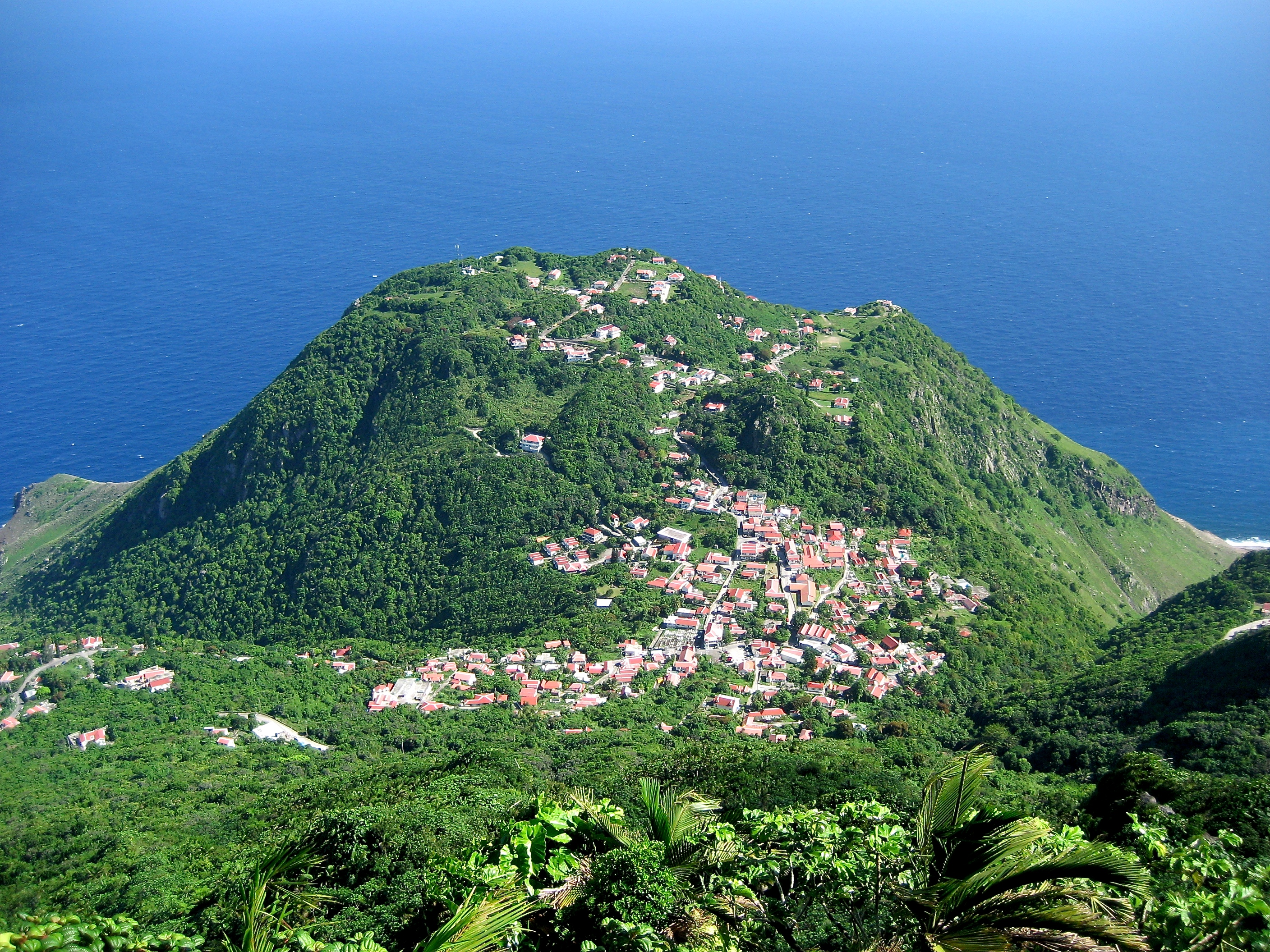
シーナリー山から東南の眺望。ウィンドワードサイドの集落が見える

### 「発見」と争奪
サバ島にはカリブ族もしくはアラワク族が居住していた痕跡がある。
1493年11月13日、クリストファー・コロンブスによってサバ島は「発見」されたが、コロンブスはこの断崖に囲まれた島へは上陸しなかった。その後、1595年にイギリスの海軍提督フランシス・ドレークが上陸している。
1620年には2人のオランダ人がサバ島に上陸した。1632年、難破したイギリス人が島に上陸しているが、救助された彼らは「無人島を発見した」と主張している。1635年にはフランスがサバ島の領有を主張した。1640年、シント・ユースタティウス駐在のオランダの総督は、この島にオランダ人を派遣し、オランダ西インド会社の植民地とした。1664年、イギリスの海賊ヘンリー・モーガンの一族であるトーマス・モーガンが島を占拠し、オランダ人たちはシント・マールテン島に追放された。この島は、その後もイギリス・フランス・オランダの激しい争奪の対象となり、持ち主をめまぐるしく変えた。
1600年代、この島はジャマイカの海賊たちにとって格好の隠れ家となった。この島を拠点としたサバ海賊で最も有名な人物は、「死人に口なし」 Dead Men Tell No Tales という言葉を残したハイラム・ビークス（Hiram Beakes）である。こうした「好ましからぬ」人々はイギリスによって取り締まられ、やがてまっとうな航海や交易が島の重要な生業になっていった。17～18世紀にかけてのこの島の主要な産業は砂糖とラム酒の製造であり、のちにはロブスターをはじめとする漁業も行われるようになった。

### 19世紀以降
1816年、この島は正式にオランダ領として確定した。1818年には植民地「シント・ユースタティウスおよび属島」（以下「シント・ユースタティウス植民地」）が設定され、サバ島はシント・マールテン島とともにオラニエスタッドのシント・ユースタティウス総督の管轄下に置かれた。その後「西インド植民地」の一部となった時代（1828年 - 1845年）を経て、1845年に「キュラソー植民地」の一部となり、ウィレムスタットのキュラソー総督の管轄下に入ることになった。
19世紀半ばにはレース編みの技術がもたらされ、島の女たちがつくるサバ・レースは島の重要な輸出品になった。
1954年に、キュラソー植民地の自治権が拡張され、オランダの自治領「オランダ領アンティル」（以下「アンティル」）となった。アンティル構成各島では地理的な懸隔や経済的な格差などから、アンティルから離脱して単独の自治領として「独立」しようとする動きが活発であった。2010年10月10日にアンティルが解体されると、サバ島はオランダの特別自治体となった。

## 住民

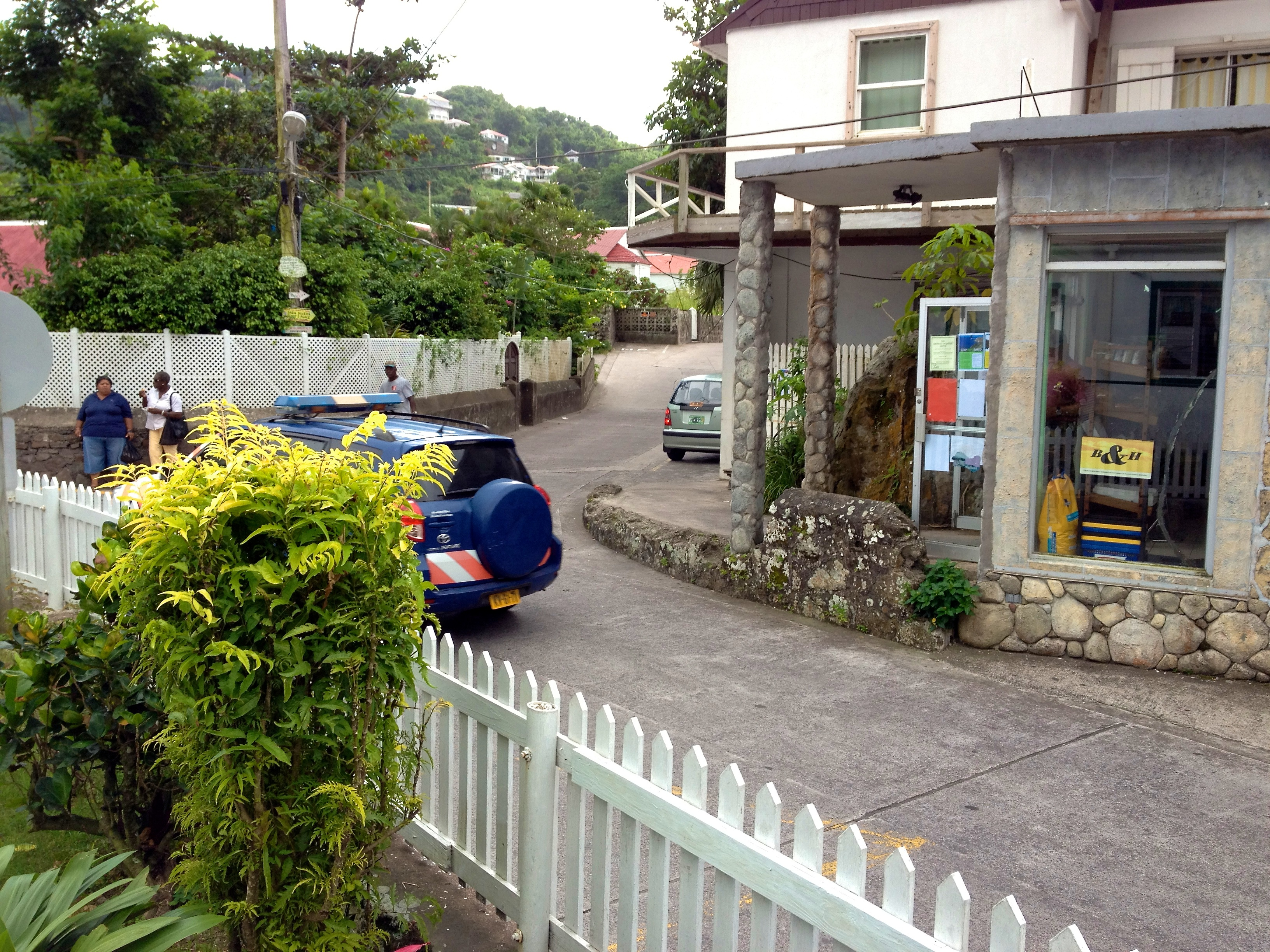
ウィンドワードサイド集落の街並み。

2001年に行われたオランダ領アンティルの国勢調査によると1,349人、 2004年の人口は1,424人であった。また、海外に多くの移民を送り出している。
島の住民はさまざまな民族の血を引いている。オランダ人や、イングランドのチャールズ1世によってカリブ海に追放されたアイルランド人・スコットランド人、ジャマイカから来た海賊、島での労働のために移入された黒人奴隷などがその祖先である。島民の家系をさかのぼれば、わずか数家族に行きつく。このため、島で使われている姓の種類は多くない。とくに人口の多い姓は Hassell と Johnson である。
宗教はキリスト教で、カトリックが最も多く、メソジスト系（プロテスタント系）のコミュニティもある。このほか、聖公会やセブンスデー・アドベンチスト教会、イスラム教、ユダヤ教の信者もいる。
公用語はオランダ語と英語。オランダ領であるが、島で話される第一の言語は英語である。これは19世紀以来、島の学校教育で英語とオランダ語が教えられたことの影響である。このほか、パピアメント語も話される。
サバ島には、サバ医科大学 (Saba University School of Medicine) がある。この大学は、1986年にサバ政庁とアメリカの医療教育グループの協力によって設立された。大学の講義がある時期には、学生・教員などによって島の人口が300人ほど増える。A.M.エドワーズ医療センターは、島の住民に医療サービスを行っている。
島の地形は急峻であり、農業を営むには制約があるため、伝統的にサバ島の人々は海へ向かい、水夫・航海者として生計を立ててきた。アメリカ海軍によい職を求めることも珍しいことではなく、入隊のために出生証明書の偽造も行われたこともしばしばあるという。1941年、真珠湾攻撃の際に戦死して海軍名誉勲章を授与されたエドウィン・J・ヒル兵曹長 (Edwin J. Hill) （公的にはフィラデルフィアの生まれ）は、家族の証言によればサバ島の生まれである。

## 政治

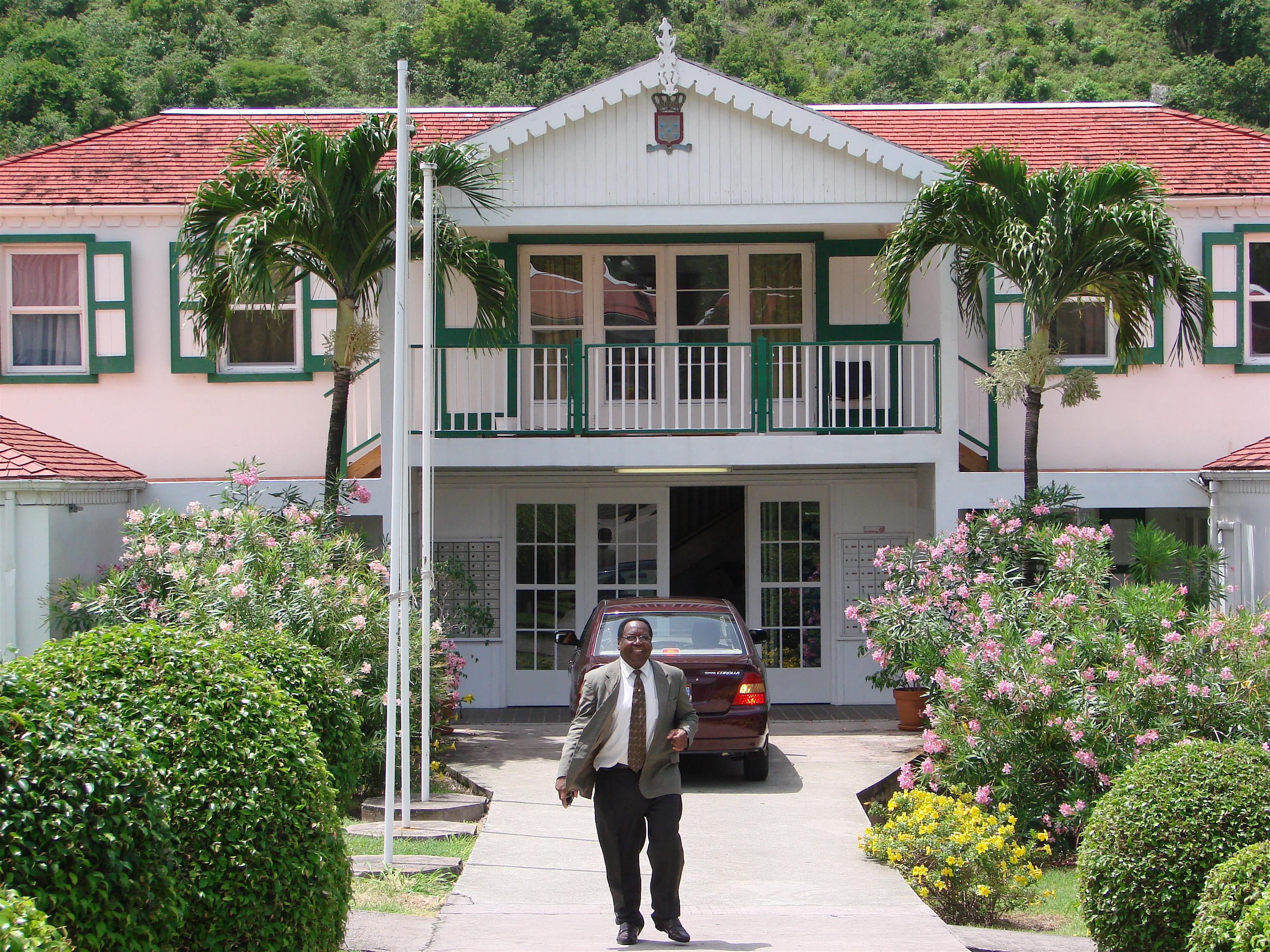
サバの政庁 (2006年)

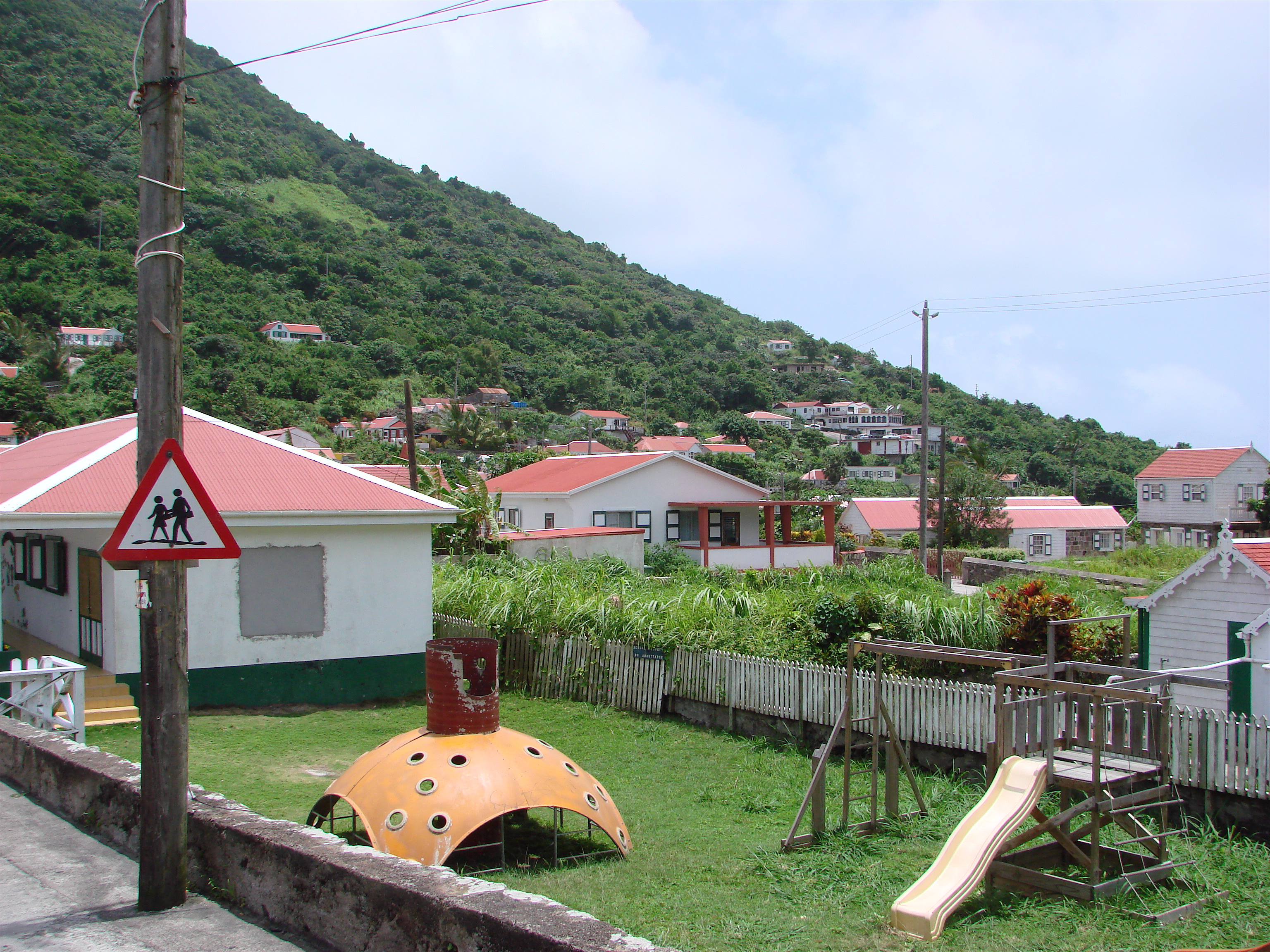
サバ島の子供広場

サバ島は、ボネール島とともにオランダの特別自治体である。これにかつての特別自治体であったシント・ユースタティウス島を加えた3島は、総称してBES諸島（オランダ領カリブ）と呼ばれる。

## 経済・産業
島の重要な収入源は、サバ医科大学の学生が支払う授業料である。農業はイモ類などを栽培しており、ほとんど自給自足である。
サバ・レース（「スパニッシュ・ワーク」Spanish Work とも呼ばれる）は、島の特産手芸品であり、主要輸出品である。1870年代に、ベネズエラのカラカスの修道院に留学したMary Gertrude Hassell Johnsonがレース編みの技術を習得し、島に持ち帰って広めた。
観光もサバ島の重要な産業の一つである。近年はエコツーリズムで知られており、スキューバダイビングやハイキングが人気である。島周辺の海域はサバ国立海洋公園に指定されている。しかし観光客は年間2万5000人程度であり、日帰りで訪れる者がほとんどなので、観光業からの収益は多くはない。また、2011年1月1日からはアンティル・ギルダーに代わり、アメリカ・ドルが島の公式通貨となった。

## スポーツ
島の人口が小規模であるため、島で楽しまれているスポーツは限られるが、その中でもサッカーが最も盛んである。サバ島サッカー協会により『サッカーサバ島代表』が組織されており、2004年と2006年には、サッカーシント・ユースタティウス島代表と計3試合（2敗1分け）が行われた。なお、オランダサッカー協会の援助は受けていない。サバFCというサッカークラブも存在するが、こちらはマレーシアのチームであり、サバ島との関係は無い。

## 自然・環境

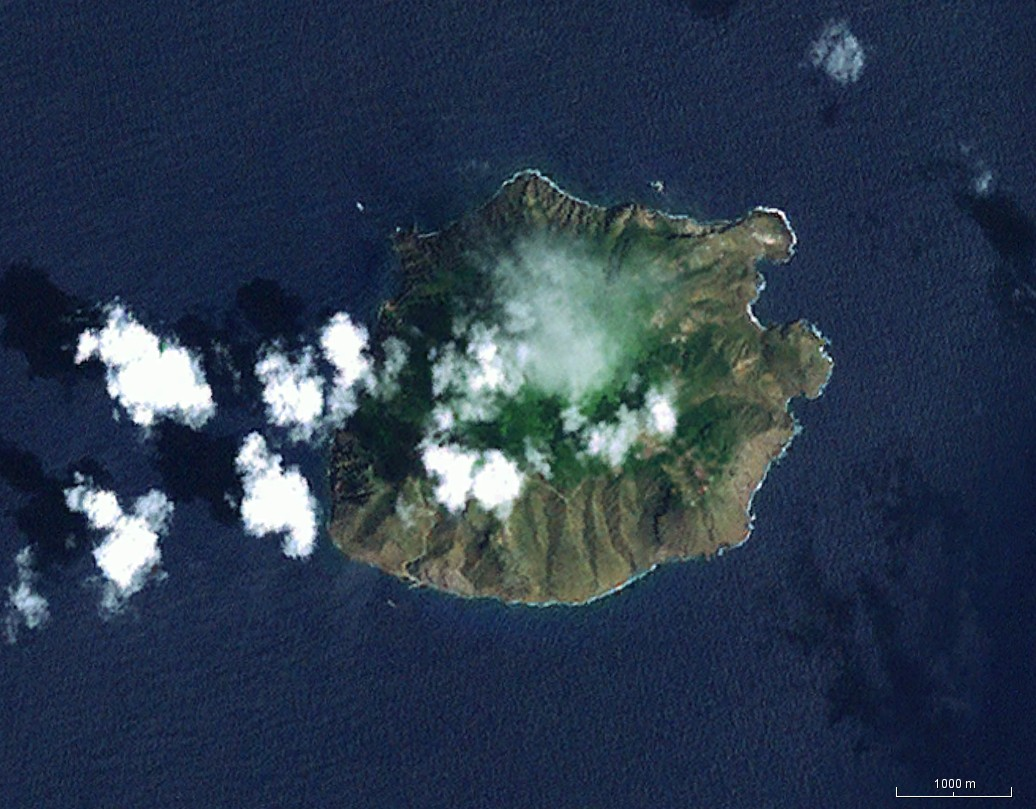
サバ島の衛星写真

島の大部分は森林地帯である。シダ類や湿気の多い土のある森に覆われ、マンゴーの木が多く見られる。
島の「マウンテン・マホガニー」（Mountain Mahogany）の木は、1960年代のハリケーンで大きな打撃を受けた。マウンテン・マホガニーと呼ばれるのは、ツバキ科の木（Freziera undulata）であり、一般的なマホガニーとは関係がない。また、標高が低い地域にはセンダン科の Swietenia mahagoni （一般的なマホガニーの近縁種）が分布している。これら島のマホガニーは、絶滅が危惧されている。
標高の高い場所にあるサバ島の森は、霧やコケが景観を演出しており、訪問者によって「エルフの森」（Elfin Forest）と形容されている。森林保護地区が設定された際には「エルフィンフォレスト保護地」と命名された。サバ島には植物や野生動物が織り成す多様な生態系があり、これらを守るためにサバ保護基金（Saba Conservation Foundation）が活動している。
島の4.3km南西にはサバ・バンクがある。水面下に沈んだ環礁で豊かな生態系があり、とくにロブスターの漁場として知られる。
サバ・バンクは、その豊かな生態系を保護するため、2012年に国際海事機関（IMO）が特別敏感海域に指定した。

## 交通
島の南側にある入り江、フォート・ベイに船着場があり、島への主要な玄関口となっている。フォート・ベイの埠頭は1972年に改修工事が完成し、観光客が島へアクセスすることが容易になった。シント・マールテン島からフェリーの便がある。このほか、島の西側には投錨地ラッダー・ベイがある。ボトムからラッダー・ベイに降りる800段の石段が20世紀末に作られた。
島を貫く1本の道路があり、単に「道」（The Road）という名で呼ばれている。かつて島に近代的な道路を建設することは不可能と見られていたが、通信教育によって土木・建設技術を習得した Josephus Lambert Hassel が、1938年に地元住民とともに工事に着手、5年後の1943年、フォート・ベイから主要集落ボトムまでの道が完成した。村に最初の自動車が到着したのは1947年である。1951年にはウィンドワードサイドやセント・ジョーンズまで道が通じ、1958年に全線が完成した。道路は右側通行である。
1963年には、島の北東部に、396 mの仮設滑走路を持つファンチョ・E・ヨラウスクィン飛行場が開設された。この飛行場は今なお世界で最も短い滑走路を持つ商用空港として知られる。シント・マールテン島およびシント・ユースタティウス島に、ウィンドワード・アイランズ航空の定期便がある。
- フォート・ベイの埠頭
- 船上から見るフォート・ベイの港
- ファンチョ・E・ヨラウスクィン飛行場